# Gearbox Software
Gearbox Software è un'azienda che produce videogiochi fondata da Randy Pitchford, Stephen Bahl, Landon Montgomery, Brian Martel e Rob Heironimus nel gennaio del 1999.
Specializzata in sparatutto in prima persona, Gearbox ha lavorato con i più importanti distributori di videogiochi quali Ubisoft, SEGA, 2K Games, Microsoft Game Studios, Electronic Arts, Activision e Vivendi Games; ha inoltre collaborato con altre software house come Bungie Software, Epic Games, Valve Software, Gameloft, Ritual Entertainment e Telltale Games.
Nel 2021 viene acquisita da Embracer Group, gruppo svedese che comprende anche THQ Nordic, per 1,3 miliardi di dollari. Ssuccessivamente viene ceduta a 2K Games nel 2024.

## Videogiochi

### SerieHalf-Life
- Half-Life: Opposing Force
- Half-Life (versione Dreamcast, mai pubblicata)
- Half-Life: Blue Shift
- Half-Life (versione PlayStation 2)
- Half-Life: Decay

### SerieBrothers in Arms
- Brothers in Arms: Road to Hill 30
- Brothers in Arms: Earned in Blood
- Brothers in Arms: Hell's Highway
- Brothers in Arms 3D (telefoni cellulari)
- Brothers in Arms: D-Day (PSP)
- Brothers in Arms DS (Nintendo DS)
- Brothers in Arms: Art of War (telefoni cellulari)
- Brothers in Arms: Hour of Heroes (iPhone e iPod touch by Gameloft)
- Brothers in Arms 2: Global Front (iPhone e iPod touch by Gameloft)

### SerieBorderlands
- Borderlands
- Borderlands 2
- Borderlands: The Pre-Sequel
- Borderlands 3
- Tiny Tina's Wonderlands (Spin-off)

### Altri videogiochi
- Tony Hawk's Pro Skater 3 (sviluppato insieme a Neversoft)
- James Bond 007: Nightfire
- Counter-Strike: Condition Zero
- Duke Nukem Forever (PC, Xbox360, PS3)
- Aliens: Colonial Marines
- Battleborn
- Duke Nukem 3D: 20th Anniversary World Tour
- Bulletstorm
- We Happy Few
- Trover Saves the Universe
- Risk of Rain 2

Gearbox ad aprile 2013 ha acquistato all'asta la proprietà intellettuale di Homeworld per 1,35 milioni di dollari, a seguito della vendita di THQ che ne deteneva i diritti. Nel 2015 ha pubblicato Homeworld e Homeworld 2, con grafica attualizzata, nella raccolta Homeworld: Remastered Collection.